# Richard Paul Burkhardt-Untermhaus
Richard Paul Burkhardt-Untermhaus (* 26. Dezember 1883 in Untermhaus; † 19. August 1963 in Dresden) war ein deutscher Landschaftsmaler und Grafiker.

## Leben und Werk
Burkhardt-Untermhaus absolvierte eine Lithografenlehre. Von 1901 bis 1905 studierte er an der Königlichen Kunstgewerbeschule Dresden und anschließend bis 1913 bei Eugen Bracht, Richard Müller und Oskar Zwintscher an der Kunstakademie Dresden. Danach arbeitete er, unterbrochen durch die Teilnahme am Ersten Weltkrieg, in Dresden freischaffend als Maler und als Grafiker. Er malte vor allem Landschaften, auch Veduten. Als Gebrauchsgrafiker fertigte er u. a. Werbeplakate für das Kaufhaus Renner und 1924 ein Wahlplakat für die Deutsche Demokratische Partei. Neben seiner künstlerischen Arbeit gab er auch privaten Mal- und Zeichenunterricht. Eine seiner Schülerinnen war Paula Lauenstein.
Burkhardt-Untermhaus war Mitglied des Dresdener Kunstvereins, auf dessen Ausstellungen er vertreten war, und der Dresdner Kunstgenossenschaft. 1913 gehörte er zu den Gründern der Dresdener Künstlergruppe 1913, mit der er 1914 aus der Dresdener Kunstgenossenschaft austrat. Bis zu dessen Auflösung 1933 gehörte er dem Reichsverband Bildender Künstler Deutschlands an. Studienreisen führten ihn in die Ukraine und nach Italien.
In der Zeit des Nationalsozialismus war Burkhardt-Untermhaus Mitglied der Reichskammer der bildenden Künste. Für diese Zeit ist seine Teilnahme an acht großen Ausstellungen sicher belegt.
Das Dresdener Adressbuch verzeichnet ihn u. a. 1933 und 1943 in der Wägnerstraße 27, in einem Blasewitzer Villenviertel, wo er 1963 starb.
Burkhardt-Untermhaus nahm als Soldat auch am Zweiten Weltkrieg teil. Danach arbeitete er wieder als freischaffender Künstler in Dresden, wurde aber offenbar wenig beachtet und geriet in Vergessenheit. Er gehörte wohl auch nicht dem Verband Bildender Künstler an.
Werke Burkhardt-Untermhaus’ sind im aktuellen Kunsthandel präsent.

## Werke (Auswahl)
- Piazza della Erba, Padua (Bleistift-Zeichnung 1914)[3]
- Sommernachmittag im Großen Garten (Öl auf Pappe, 79 × 95 cm; Galerie Neue Meister Dresden)[4]
- Am Chiemsee (Öl)[5]
- Landstädtchen (Öl, 1933)[6]
- Aufbauarbeiten[7]
- Trümmerbeseitigung auf dem Dresdener Altmarkt (1952)[8]

## Beteiligung an weiteren Ausstellungen (unvollständig)
- 1909: Chemnitz, Kunsthütte
- 1910: Gera, Kunstsalon Malter
- 1913: Dresden, Galerie Arnold („Dresdener Künstlergruppe 1913“)
- 1913/1914: Dresden, Kunsthalle im Lipsius-Bau (Anton-Graff-Ausstellung des Sächsischen Kunstvereins)
- 1925 und 1926: Berlin, Große Berliner Kunstausstellung[9]

## Weblink
- Arcadja Auctions results: Burkhardt Untermhaus Richard (1883-1963)